# Uria (nome)
Urìa  è un nome proprio di persona italiano maschile.

## Varianti in altre lingue
- Catalano: Uries[2]
- Ceco: Urijáš
- Francese: Urie
- Greco biblico: Ουρίας (Ourias)[3]
- Ebraico: אוּרִיָה ('Uriyah)[3]
- Inglese: Uriah[4][5], Urias[4]
- Latino: Urias[1][3]
- Polacco: Uriasz[3]
- Rumeno: Urie
- Slovacco: Uriáš
- Spagnolo: Urías[2]
- Tedesco: Uriah

## Origine e diffusione

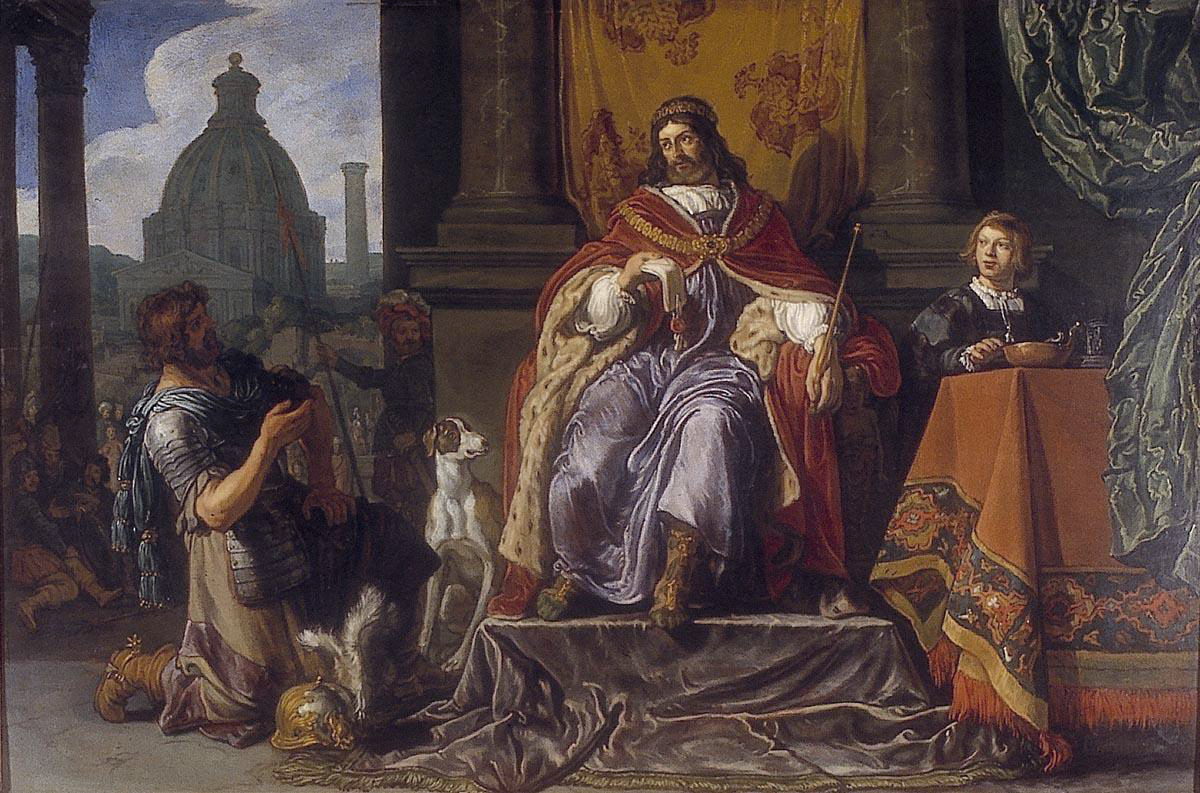
Davide consegna la lettera a Uria, di Pieter Lastman

Deriva dal nome ebraico אוּרִיָה ('Uriyah); esso è composto dalle radici אוּר ('ur, "luce", "fiamma") e יָה (yah, un'abbreviazione di Yahweh, il nome del dio d'Israele). Il significato complessivo può essere interpretato come "Yahweh è luce" oppure "fiamma/luce di Yahweh", pressoché identico a quello del nome Uriele, da cui si differenzia solo per il nome con cui è chiamato Dio (Yahweh in uno, El nell'altro - la stessa distinzione che c'è tra Michea e Michele ed Ezechia ed Ezechiele). È inoltre etimologicamente correlato al nome Uri.
Il nome è di tradizione biblica, portato da vari personaggi dell'Antico Testamento; tra questi spicca da Uria l'Ittita, citato nel secondo libro di Samuele, di cui re Davide orchestra la morte così da poterne sposare la moglie Betsabea; va detto che, secondo alcune fonti, in questo caso il nome "Uria" sarebbe in realtà un adattamento dell'originale nome ittita del personaggio, che sarebbe stato Ariya (probabilmente derivante da un vocabolo ittita quale ara, "amico", "bene", oppure ariya, "consultare un oracolo") o Uriya (dall'ittita ur, "bruciare"). La diffusione del nome, almeno nei paesi anglofoni, è stata seriamente affondata da Charles Dickens, che lo usò nel suo romanzo del 1850 David Copperfield per il personaggio, decisamente negativo, di Uriah Heep.

## Onomastico
Non esistendo santi che lo portano, questo nome è adespota. L'onomastico si può festeggiare il 1º novembre, in occasione di Ognissanti.

## Persone

### Variante Uriah
- Uriah Hall, lottatore di arti marziali miste giamaicano
- Uriah Jones, schermidore statunitense
- Uriah Shelton, attore e cantante statunitense

### Altre varianti
- Urie Bronfenbrenner, psicologo statunitense
- Urijah Faber, lottatore di arti marziali miste statunitense
- Urie McCleary, scenografo statunitense

## Il nome nelle arti
- Uriah Heep è un personaggio del romanzo di Charles Dickens David Copperfield, da cui prende il nome anche il gruppo musicale britannico Uriah Heep.